# F.C. Lumezzane VGZ A.S.D.
Câu lạc bộ bóng đá Lumezzane VGZ Associazione Sportiva Dilettantistica là một câu lạc bộ bóng đá Ý có trụ sở tại Lumezzane, Lombardy.

## Lịch sử

Đỉnh lịch sử (1946-2018)

Câu lạc bộ được thành lập vào năm 1946.
Trong mùa giải Serie C2 2007-08, Lumezzane đứng thứ tư tại Girone A và đủ điều kiện tham dự vòng play-off thăng hạng. Đội đã đánh bại đội đứng ở vị trí hạng ba Rodengo Saiano  ở bán kết, 2-1 chung cuộc. Trong trận chung kết, nó đã đánh bại đội ở vị trí thứ năm Mezzocorona  bởi vì đây là đội được xếp hạng cao hơn sau khi cặp đấu kết thúc với tỷ số hòa 0-0, do đó thăng hạng lên Lega Pro Prima Divisione cho mùa giải 2008 Mario Balotelli là cựu cầu thủ đáng chú ý nhất. Bây giờ anh ấy chơi cho Marseille và Ý. Vào ngày 26 tháng 11 năm 2009, Lumezzane đã đánh bại Atalanta Bergamo, một đội bóng Serie A, trên sân khách, ở Coppa Italia, mang lại cho họ một trong những chiến thắng lớn nhất trong lịch sử của họ.

## Màu sắc và huy hiệu
Màu sắc của đội là đỏ và xanh dương. Đôi khi màu tím